# Tomme vaudoise
La tomme vaudoise est un fromage suisse et fait partie de la catégorie des fromages à pâte molle à croûte fleurie.

## Description
C'est le fromage à pâte molle à croûte fleurie typique de Suisse romande. La tomme vaudoise serait apparue au XVIIe siècle dans les chalets d'alpage situés près du lac de Joux dans le Jura vaudois, avant de descendre en plaine, dans les cantons de Vaud et de Genève.
C'est un fromage à base de lait de vache. Elle a un goût typé et un cœur moelleux. Elle est aujourd'hui fabriquée à partir de lait cru ou de lait thermisé, et peut parfois être aromatisée au cumin des prés, au poivre ou à l'ail des Ours. La tomme vaudoise pèse entre 75 et 125 grammes.
Sa fabrication est relativement rapide : une fois moulée, elle est  affinée en sept à huit jours (contre trente-cinq jours idéalement pour un camembert fermier français), puis stockée. Pour développer le maximum de son potentiel, elle doit être consommée vingt-et-un jours après réception du lait à la fromagerie. 
La tomme vaudoise est un produit fragile qui mûrit vite et son court affinage lui donne une croûte très fine recouverte d'un léger duvet blanc marquée par un quadrillage. Sa pâte lisse et tendre devient coulante en fin de maturation. Sa saveur légèrement lactique et douce s'affirme en cours d'affinage.